# Pilch Jenő
Pilch Jenő (teljes nevén Pilch Jenő József) (Pécs, 1872. május 29. – Budapest, 1937. szeptember 12.) katonatiszt, hadtörténész, katonai szakíró, a Magyar Tudományos Akadémia tagja, Pécsi-Pilch Dezső festőművész bátyja.

## Életpályája
Pilch Antal és Wlasszák Karolina fiaként született. 1886-tól a Ludovika Akadémia tényleges állományú tisztképző tanfolyamának hallgatója volt. A tanfolyam elvégzése után, 1890. szeptember 1-jén címzetes hadapród őrmester lett a brassói 24. honvéd gyalogezrednél. 1891-ben soron kívül századossá léptették elő, majd áthelyezték a pécsi 19. honvéd gyalogezredhez, ahol századparancsnoki, később ezredsegédtiszti beosztást kapott. 1900. november 18-án Pécsett házasságot kötött galsai Polgár Blanka Aranka Herminával (szül. Mohács, 1879. ápr. 10.). 1901-ben megrendült egészsége arra kényszerítette, hogy megváljon a csapattiszti szolgálattól és intézményi beosztást vállaljon, ezért a pécsi hadapródiskola segédtisztje majd tanára lett. 1907-től a honvéd gazdasági tiszti iskola tanára, majd 1913-ig parancsnoka volt, 1911-től 1913-ig egyúttal a budapesti PPTE rendkívüli hallgatójaként történelmet tanult. 1913-tól a Ludovika Akadémián katonai földrajzot tanított, illetve a könyvtár munkáját irányította. Eredményes tudományos munkája elismeréseként őrnaggyá léptették elő, majd 1920-tól alezredesi rangban a Budapesti Hadtörténeti Levéltár és Múzeum általa megszervezett könyvtárának igazgatója lett, egyúttal kinevezték a vidéki katonai könyvtárak főfelügyelőjévé. 1921-ben beosztásainak megtartása mellett ezredessé léptették elő. 1925-ben nyugalomba vonult. Halálát agyvérzés okozta.

## Tudományos pályája

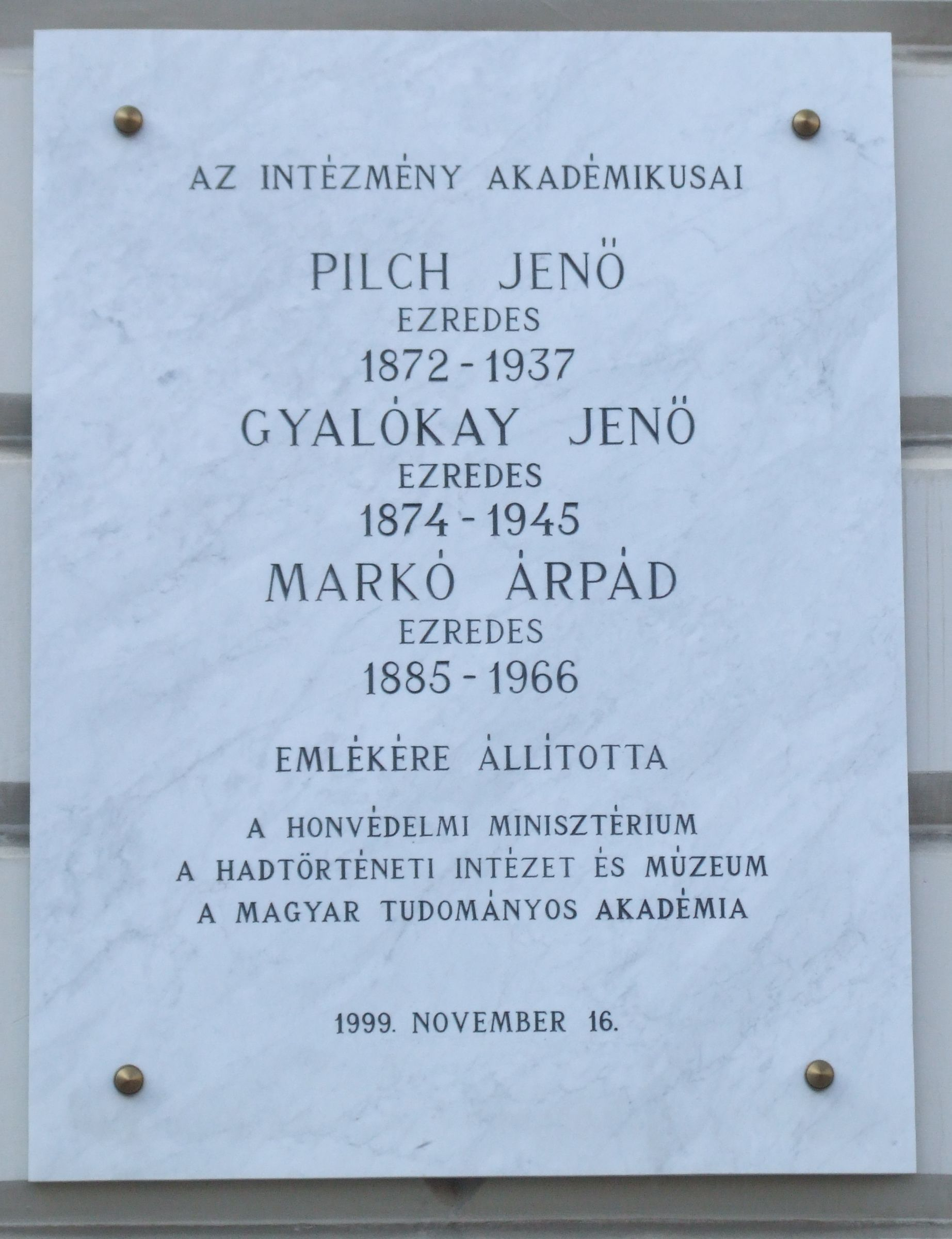
Gyalókay Jenő, Markó Árpád és Pilch Jenő emléktáblája Budapest I. kerületében

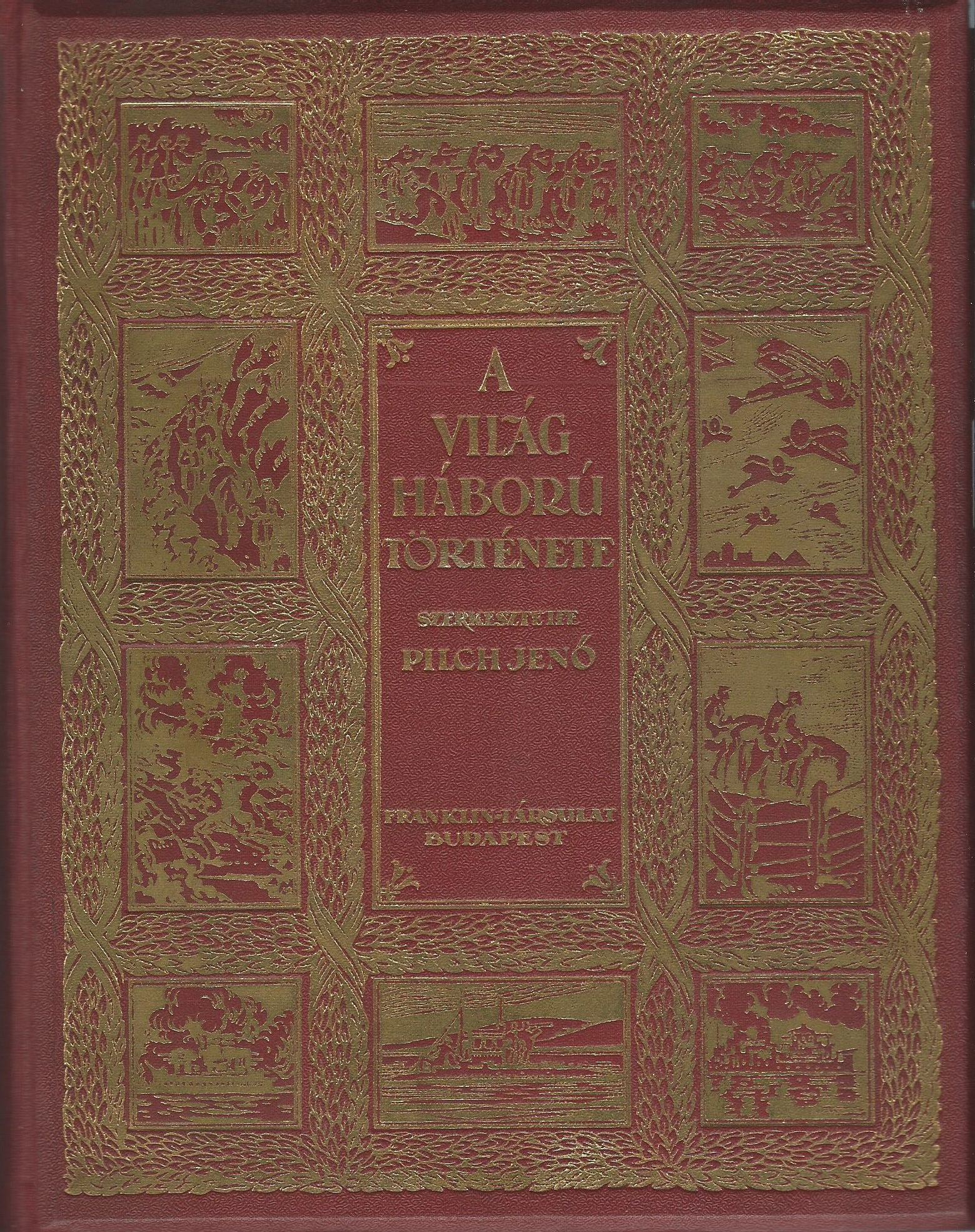
A Franklin Társulat kiadásában megjelent A világháború története című munkájának fedlapja

Gyalókay Jenő és Markó Árpád mellett fő szerepet töltött be a 20. század első fele magyar hadtörténet-tudományának megújításában. Fiatal tiszt korától foglalkoztatták hadtörténelmi kérdések. Elsősorban újkori magyar hadtörténelemmel foglalkozott, különösen a napóleoni korszak hadtörténetének volt alapos ismerője és feldolgozója. A bécsi hadilevéltárban végzett kutatások alapján írt, A magyar csapatok az 1812. évi hadjáratban című művével elnyerte az MTA Hadtörténeti Bizottságának pályadíját. Tudományos igényű és népszerűsítő műveket egyaránt készített. 1912-től haláláig tagja volt az MTA Hadtörténelmi Bizottságának. 1911 decemberétől segédszerkesztőként, 1914-től 1923-ig szerkesztőként vett részt a bizottság folyóirata, a Hadtörténelmi Közlemények szerkesztésében. 1916-ban a Magyar Történelmi Társulat igazgatóválasztmányi tagja lett. A Magyar Tudományos Akadémia 1918. május 2-ai ülésén a Bölcseleti, Társadalmi és Történettudományok Osztálya Történettudományi Alosztálya levelező tagjává választották. Székfoglaló értekezését A budai katonai törvényszék működése 1755-től 1848-ig címmel tartotta. Nagy számban írt ismeretterjesztő katonai, hadtudományi és hadtörténeti cikkeket, melyek különféle folyóiratokban jelentek meg. 1915 és 1916 között A Budapesti Hírlap, 1921 és 1923 között a Szózat katonai rovatvezetője, 1919 és 1920 között a MOVE, 1920-ban a Magyar Mars, 1920 és 1921 között pedig a Magyar Katonai Közlöny szerkesztője volt. 1935-ben a Magyar Tudományos Akadémia rendes tagjává választották. A magyar csapatok szerepe az 1813. évi lipcsei csatában című székfoglaló értekezése halála miatt befejezetlen maradt.

### Főbb művei
- A katonai szellem ébresztése és fejlesztése (Magyar Katonai Közlöny, 1908)
- A magyar csapatok az 1812. évi hadjáratban (Hadtörténelmi Közlemények, 1913)
- Mit kell tudnunk a háborúról (Budapest, 1914)
- Ausztria-Magyarország hadereje (Budapest, 1914)
- Az 1913. évi hermagori ütközet (Fejérpataky László Emlékkönyv, Budapest, 1917)
- A modern aviatika, a légi járművek szereplése a világháborúban (Budapest, 1917)
- A budai katonai törvényszék működése 1755-től 1848-ig (akadémiai székfoglaló értekezés, Akadémiai Értesítő, 1918)
- A világháború története (szerkesztette, Budapest, 1928)
- Horthy Miklós (Budapest, 1928, 2. kiadás: 1929)
- Hadifogoly magyarok története (szerkesztette Baja Benedekkel, Lukinich Imrével és Zilahy Lajossal, társszerzők: Barna János, Dobi József, Faragó László, Gyalókay Jenő, Karkis Kornél, Schatz Róbert,  Udvary Jenő, Budapest, 1930)
- A magyar katona vitézségének ezer éve (I–II. kötet, társszerzők: Berkó István, Gyalókay Jenő, Markó Árpád, Budapest, 1933)
- A hírszerzés és kémkedés története (szerkesztette, Budapest, 1936, reprint: Budapest, 1998–99)